# Emanuel Cleaver
Emanuel Cleaver II (Waxahachie, 26 ottobre 1944) è un politico e pastore protestante statunitense, membro della Camera dei Rappresentanti per lo stato del Missouri.

## Biografia
Cleaver, ministro di culto della Chiesa Metodista, entrò in politica alla fine degli anni settanta come consigliere comunale della sua città, Kansas City. Nel 1991 venne eletto sindaco e mantenne l'incarico per due mandati, fino al 1999.
Nel 2004, quando la deputata democratica Karen McCarthy annunciò il suo ritiro dalla politica, Cleaver si candidò nelle elezioni per il suo sostituto. Vinse le primarie con un margine di scarto del 20% e in seguito sconfisse anche l'avversaria repubblicana con il 55% dei voti. Successivamente venne rieletto anche nel 2006, nel 2008 e nel 2010.
Cleaver è un progressista, si è battuto per i diritti LGBT e per la ricerca sulle staminali.